# Конопля в Мозамбіку
Канабіс у Мозамбіку заборонений. Місцеві називають його сурум.
Існує кілька теорій про те, як і коли канабіс потрапив до Мозамбіку. Вони полягають у тому, що він був завезений з Індії арабськими торговцями або португальськими купцями. У 1580-х роках португало-домініканський місіонер Жуан душ Сантуш зазначив, що канабіс використовувався в Мозамбіку для придушення почуття голоду.

## Транзит
Крім місцевого виробництва, Мозамбік також служить транзитним пунктом для канабісу й гашишу, що контрабандно ввозяться з Пакистану та Афганістану в Африку, а потім до Європи та Канади.

## Реформи
Португальсько-мозамбіцький журналіст Карлос Кардозу (помер у 2000 році) запропонував Мозамбіку легалізувати канабіс як для промислового використання, так і для експорту в Нідерланди.